# Edificio Almirante Luis Uribe Orrego
El edificio de la ex Escuela Naval, denominado oficialmente edificio Almirante Luis Uribe Orrego, es una edificación ubicada en el paseo 21 de Mayo, en el cerro Artillería de Valparaíso, Chile. Fue inaugurado el 5 de marzo de 1893 como sede de la Escuela Naval, y ahora lo ocupan el Comando de Operaciones Navales de la Armada (desde el 26 de diciembre de 2001) y, en su ala norte, el Museo Marítimo Nacional (desde el 23 de mayo de 1988). El edificio fue declarado Monumento Histórico el 24 de agosto de 2012 (Decreto Supremo n.º 370).

## Historia
Luego de ocupar varias edificaciones para el funcionamiento de la Escuela Naval, se hizo necesario un edificio de uso exclusivo. Esto se materializó en 1884 cuando comenzó la construcción del edificio en la cima del cerro Artillería, bajo el gobierno del presidente Domingo Santa María, y de acuerdo a los planos del arquitecto germano-danés Carlos von Moltke. En 1886 las obras se paralizaron debido a la falta de fondos, a lo que se sumó la guerra civil de 1891. Terminada la guerra, los trabajos fueron reiniciados por el gobierno de Jorge Montt, quien  y designó al contraalmirante Luis Uribe Orrego, héroe del combate naval de Iquique, como director del plantel (de ahí su nombre oficial). Este dirigió los trabajos que finalizaron a principios de 1893, pero la Escuela fue inaugurada oficialmente el 5 de marzo de 1893, junto con la entrega de premios a los mejores alumnos del año anterior.
El edificio sufrió daños en el terremoto de 1906, por lo que tuvo que ser  reconstruido en los años siguientes. En 1917 se trasladó por vez primera el museo naval al edificio, que compartió junto con la Escuela Naval hasta 1928, años en que tuvo que dejarlo al aumento de los cadetes.
La Escuela Naval se trasladó en 1967 a terrenos del cerro Playa Ancha, por lo que el edificio fue destinado a diversos destinos, tales como la sede de la Dirección de Abastecimiento y Contabilidad, sede de la Contraloría de la Armada, la Escuela de Submarinos, Curso de Faros y la Escuela de Abastecimientos y Servicios.
En 1983 comenzaron los trabajos de recuperación del ala norte del edificio con el fin de instalar allí el Museo Naval y Marítimo, que funcionaba en el castillo Wulff de Viña del Mar. Luego del terremoto de 1985 hubo que reforzar la infraestructura; por fin, el 23 de mayo de 1988 el entonces comandante en jefe de la Armada, almirante José Toribio Merino inauguró la nueva sede del museo. En 1990 se inauguró el Auditorio Naval y en 1997 el Archivo y Biblioteca Histórica de la Armada.

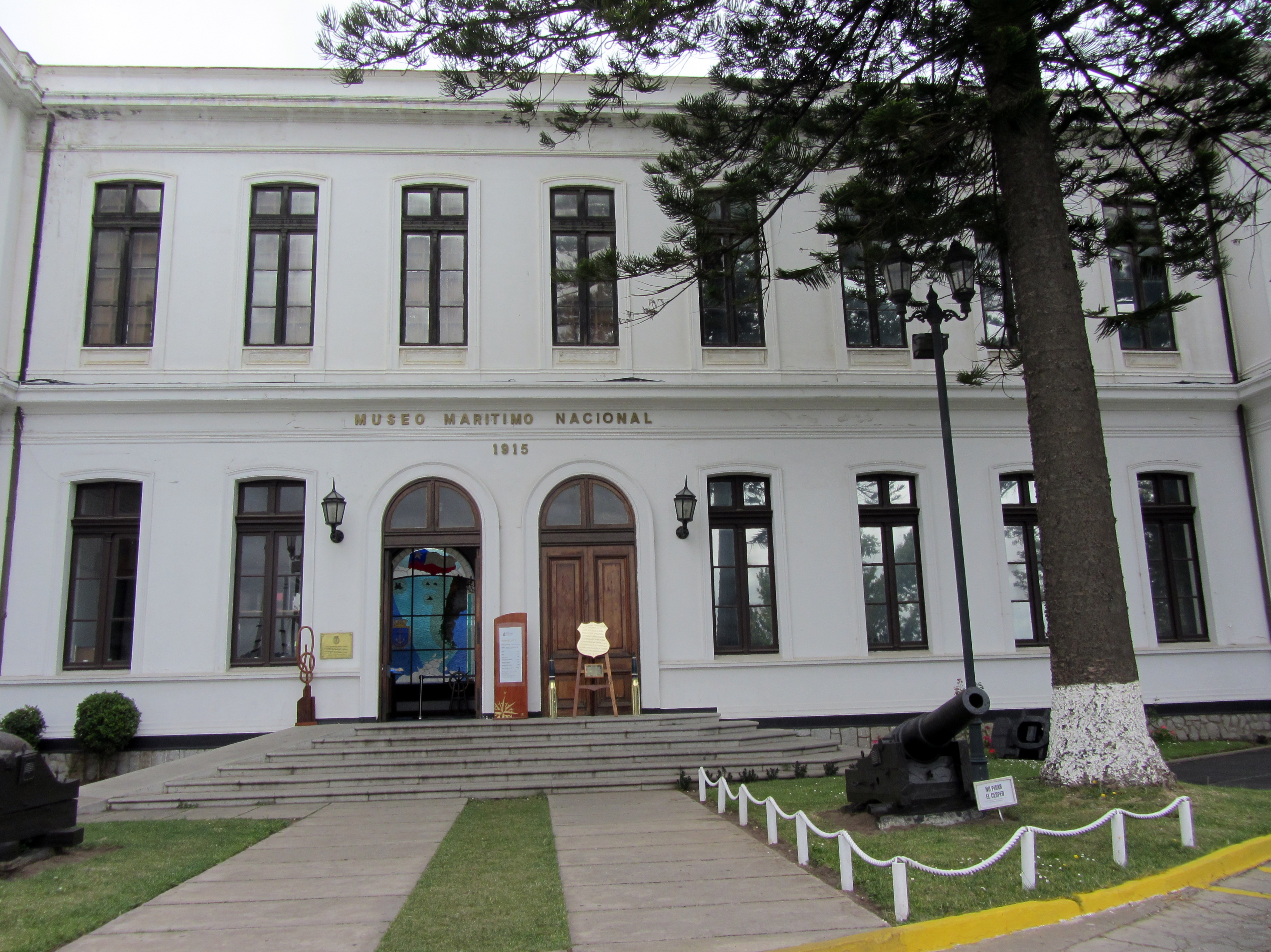
Museo Marítimo Nacional, ala norte del edificio Almirante Luis Uribe Orrego

## Descripción
El edificio presenta un estilo neorrenacentista en dos plantas. Sus muros exteriores y del primer piso son de albañilería de ladrillo, mientras que sus muros interiores presentan una combinación de madera con adobillo. Sus entrepisos son de madera, y el techo es de madera revestida de planchas metálicas de forma ondulada.